# Chalciope triangulum
Chalciope triangulum är en fjärilsart som beskrevs av Fabricius 1781. Chalciope triangulum ingår i släktet Chalciope och familjen nattflyn. Inga underarter finns listade i Catalogue of Life.